# Українсько-австрійські відносини
Українсько-австрійські відносини (нім. Österreich-Ukraine Beziehungen) — це двосторонні відносини між Україною та Австрією у галузі міжнародної політики, економіки, освіти, науки, культури тощо.
Австрія почала налагоджувати контакти з Україною одразу після проголошення незалежності 24 серпня 1991 року, дипломатичні відносини між двома країнами було встановлено 24 січня 1992 року, того ж дня Консульство Австрії було перетворене на Посольство Австрії в Україні. 3 квітня 1992 року у Відні Україна відкрила Посольство України в Австрії.

## Історія

### За часів УНР та Української Держави
В 1917 році в Україні діяло представництво Австро-Угорщини на чолі з Йоганном Форґачем. Після його відставки вже при Гетьманаті посланцем Австрії був Карл Фюрстенберґ.

### Після 1991
Після проголошення Україною незалежності Австрія одразу ж почала налагоджувати спільні відносини, і, не чекаючи референдуму, почала контактувати з українським політичним керівництвом. Такі контакти вилились у підписання міністрами закордонних справ України й Австрії у Нью-Йорку «Спільне Комюніке про встановлення консульських відносин між Україною та Австрійською Республікою» 26 вересня 1991 року.
Австрія вважає, що участь України у створенні та її членство в ООН, а також в інших міжнародних організаціях означає фактичне визнання України зі сторони світового товариства, тому Україна не пройшла формального дипломатичного визнання в Австрії.

## Двосторонні зв'язки

### Політичні і дипломатичні зв'язки
30 травня — 1 червня 1996 року відбувся перший в історії українсько-австрійських відносин офіційний візит Голови Національної Ради Х. Фішера. Його основною метою було поглиблення політичних відносин, налагодження зв'язків між парламентами країн. 1 червня 1996 року у Відні Україну прийняли до Центральноєвропейської Ініціативи, тоді ж міністри закордонних справ країн-учасниць погодили продовження 9 договорів між СРСР й Австрією на відносини України й Австрії.

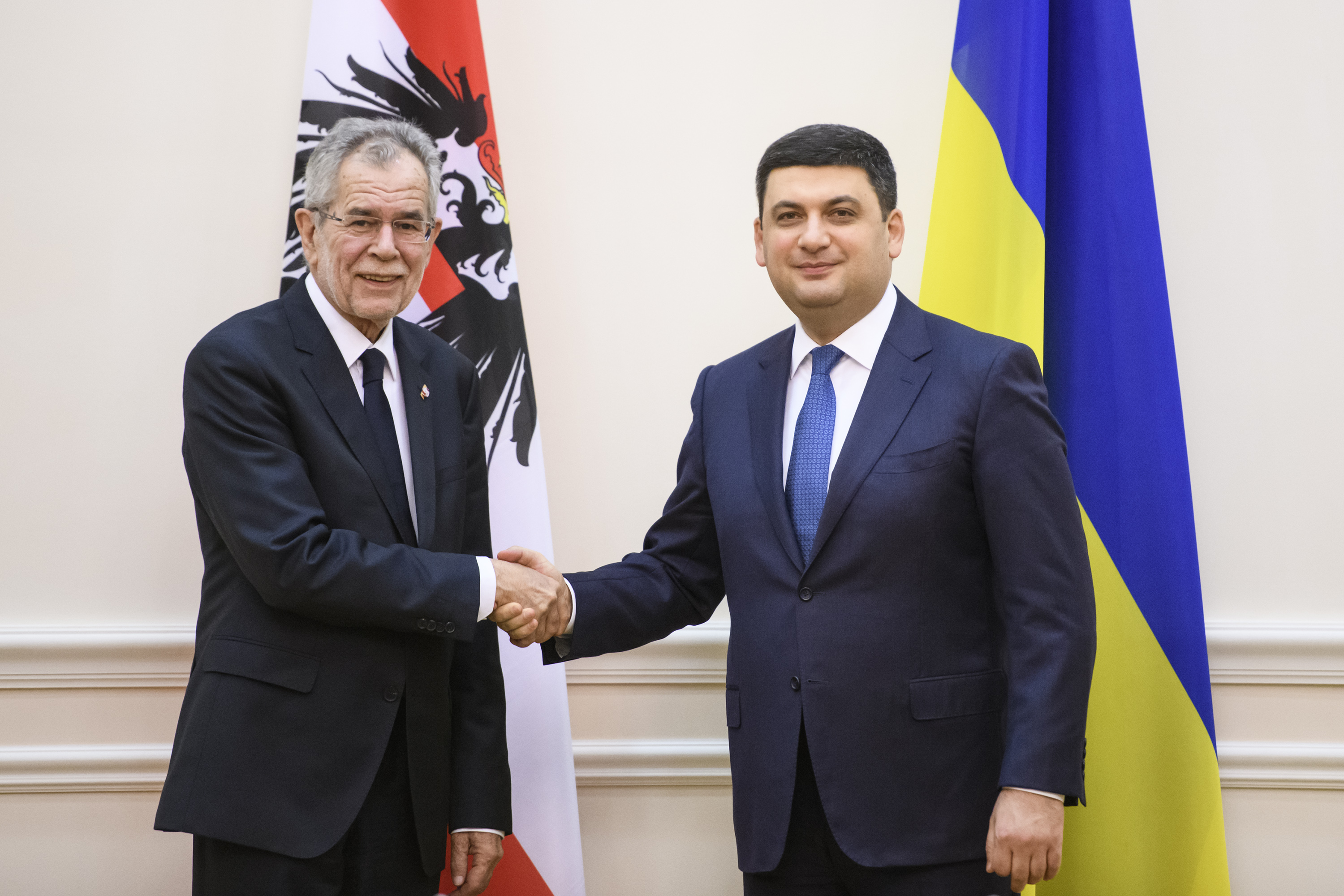
Володимир Гройсман з Федеральним президентом Республіки Австрія Александром Ван дер Белленом, 2018

У квітні 1997 року Олександр Мороз разом із делегацією Верховної Ради України здійснив перший офіційний візит до Австрії, було проведено перемовини з вищим керівництвом країни.
15-16 жовтня 1998 року було здійснено перший візит Президента України Леоніда Кучми до Австрії, що тоді головувала у ЄС. Того ж року у Відні пройшов саміт Україна-ЄС, у результаті якого Європейський Союз прийняв Стратегію щодо України.
Глави двох держав також зустрічалися і 1999 року: на неформальному саміті Президентів країн Центральної Європи у Львові (14-15 травня), економічному форумі країн ЦСЄ у Зальцбурзі (30 червня — 1 липня) і на саміті ОБСЄ у Стамбулі (18-19 листопада). Під час цих зустрічей вівся діалог про стан двосторонніх відносин та їх майбутнє, стан безпеки у Європі та можливість створення системи європейської безпеки, також обговорювалися глобальні і регіональні виклики.
Наступного 2000 року у травні Федеральний президент Республіки Австрія Томаса Клестіля здійснив офіційний візит в Україну, а Президент України Леонід Кучма наступний світ офіційний візит до Австрії здійснив 6-7 листопада 2002 року. Було проведено зустріч з найвищими посадовими особами країни.
Свій перший державний візит до Австрії як Президент України Віктор Ющенко здійснив 12-13 липня 2005 року, також у грудні цього року і в березні наступного року відбулися зустрічі на рівні Міністра закордонних справ Бориса Тарасюка і Федерального канцлера Австрії Вольфанга Шюсселя, а у квітні 2007 року зустрічалися очільники зовнішньополітичних відомств — Арсеній Яценюк й Урсула Пласнік.
Свій другий візит до Австрії на посаді Президента України Віктор Ющенко здійснив 8 липня 2008 року, 15-16 липня 2008 року з офіційним візитом в Україну приїхав Федеральногий канцлер Австрії Альфред Гузенбауер, Федеральний президент Республіки Австрія Хайнц Фішер відвідав Україну з державним візитом у липні 2009 року.
6-8 липня 2009 року з державним візитом в Україну приїхав Федеральний президент Австрії Гайнц Фішер, у Києві відбулися зустрічі з Президентом, Прем'єр-міністром і Головою Верховної Ради України. Під час візиту було відкрито Українсько-австрійський бізнес-форум, запалено свічку пам'яті жертв Голодомору, покладено квіту біля пам'ятника Невідомому солдату. Також візит проходив у Львові, де відбулися зустрічі з керівництвом області

## Діаспора

### Українці в Австрії
Згідно із даними в Австрії проживає близько 12 тисяч людей з українським корінням (з них 3 тисячі — автохтонне населення), більшість з них поселилась там після 1989 року, втікаючи від радянського режиму. Австрійські українці представлені у всіх соціальних прошарках суспільства.